# Sterne de rivière
Sterna aurantia
Espèce
Statut de conservation UICN

 NT  : Quasi menacé
La Sterne de rivière (Sterna aurantia) est une espèce d'oiseaux appartenant à la famille des Laridae.
Son aire s'étend à travers l'Indochine et l'Asie du Sud.